# プラットプラット
プラットプラット（PLATPLAT）は、大阪府堺市堺区にある、南海電気鉄道株式会社難波・都市営業本部の開発したショッピングセンター（駅ビル）である。

## 概要

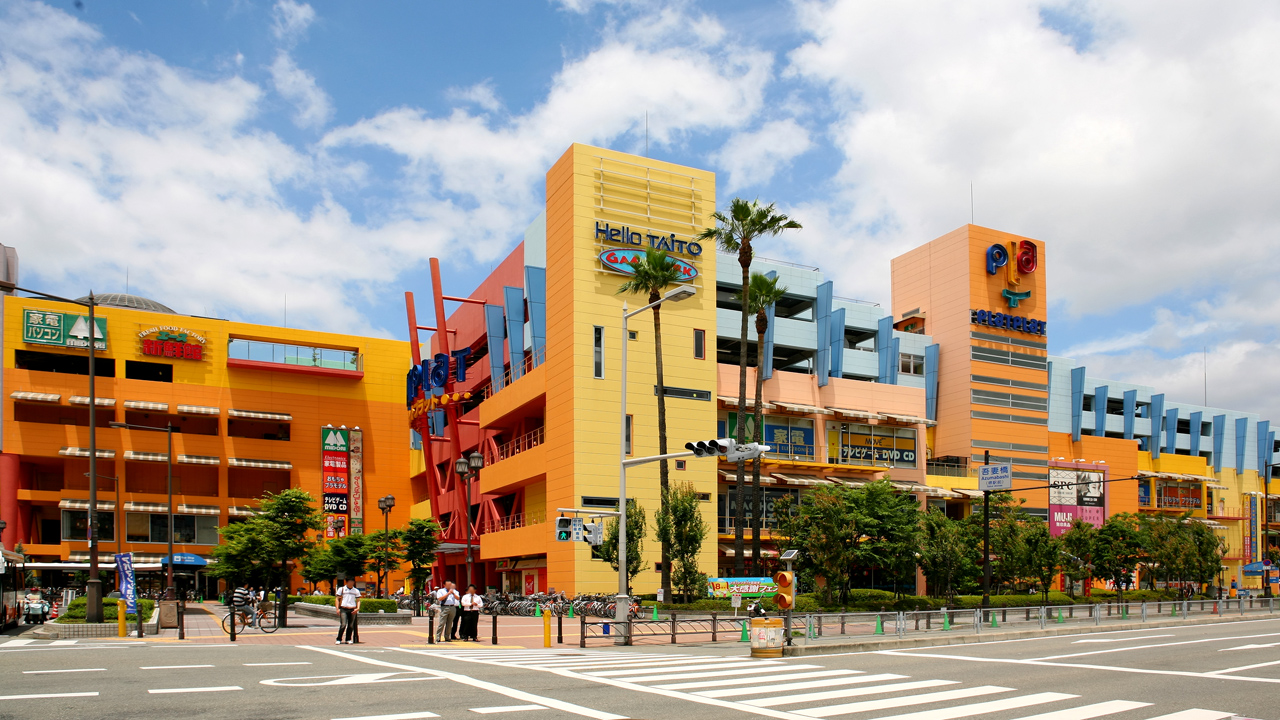
プラットプラット（改装前）

当地には西武百貨店やダイエー系のプランタンなどの出店計画があったが実現しなかった為、南海電気鉄道が自社で開発したショッピングセンターである。
施設の1階と2階で、南海本線堺駅と直結しており、線路で分断されている駅の両側を繋ぐ自由通路を兼ねている。
4フロアの通路の多くが野外と繋がったセミオープンモールという半野外型の商業施設となっており、最大で幅8mの通路にはベンチや野外ワゴン販売を取り入れ、オープンモールの専門店への入り難さを開放的な賑わいの創出でカバーすることを狙っていた。
当店は、通路上に屋根のあるセミオープンモールの為、雨だけであれば濡れることなく通路を歩いて買い物などを楽しめるが、風を伴った降雨時には店舗などにも影響するほか、暑さ寒さへの対策が困難なデメリットもあるショッピングセンターとなっている。
外観については、開業時は南蛮文化を想起させる黄色や橙色に日本古来の朱色を組み合わせたカラフルな色彩を取り入れることで、華やかさを演出していた。しかし、2013年9月のリニューアルオープンに際して、清潔感のある施設とすべく、白を基調としたカラーに変更された。

## 主なテナント
スーパーマーケット、家電量販店、書籍、衣料、雑貨、飲食店などで構成されている。

### 開業時からのテナント
- 無印良品[1]
- エディオン（開業時点ではミドリ電化[1]）
- カメラのキタムラ[3]
- 南海グリル[3]
- ケンタッキー・フライド・チキン[3]
- ポムの樹[3]* ヴィ・ド・フランス[3]

### 過去のテナント
- エース新鮮館
  - 九州屋[1]
  - 魚喜[1]
  - ニュークイック[1]
- 紀伊国屋書店[1]
- コムサイズム[1]
- ザ・スーパースーツストア[1]
- マックハウスプラザ[3]
- 百圓領事館[3]
- ハロータイトー[3]
- モスバーガー[3]
- ハーゲンダッツ[3]

## 所在地・アクセス
〒590-0985　堺市堺区戎島町3-22-1(北緯34度34分56.5秒 東経135度28分12.0秒 / 北緯34.582361度 東経135.470000度)
- 南海本線堺駅に直結。
- 南海高野線堺東駅よりシャトルバスで約10分

## 外部サイト
- プラットプラット 公式サイト